# Jaan Allpere

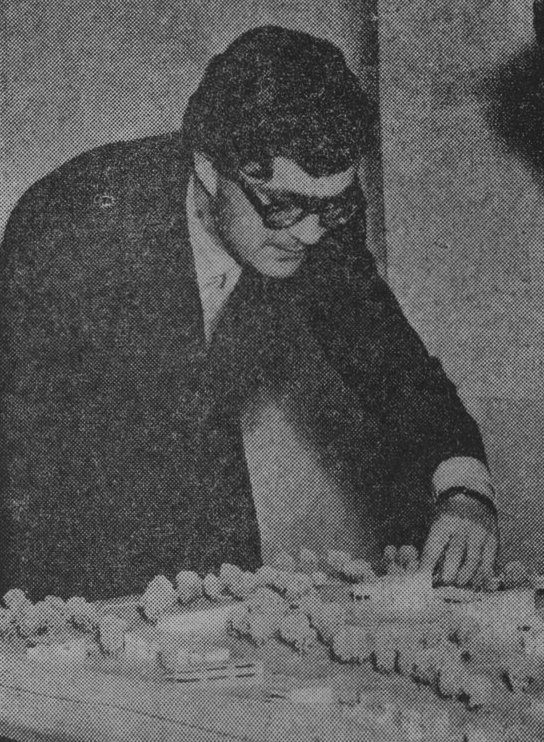
Jaan Allpere

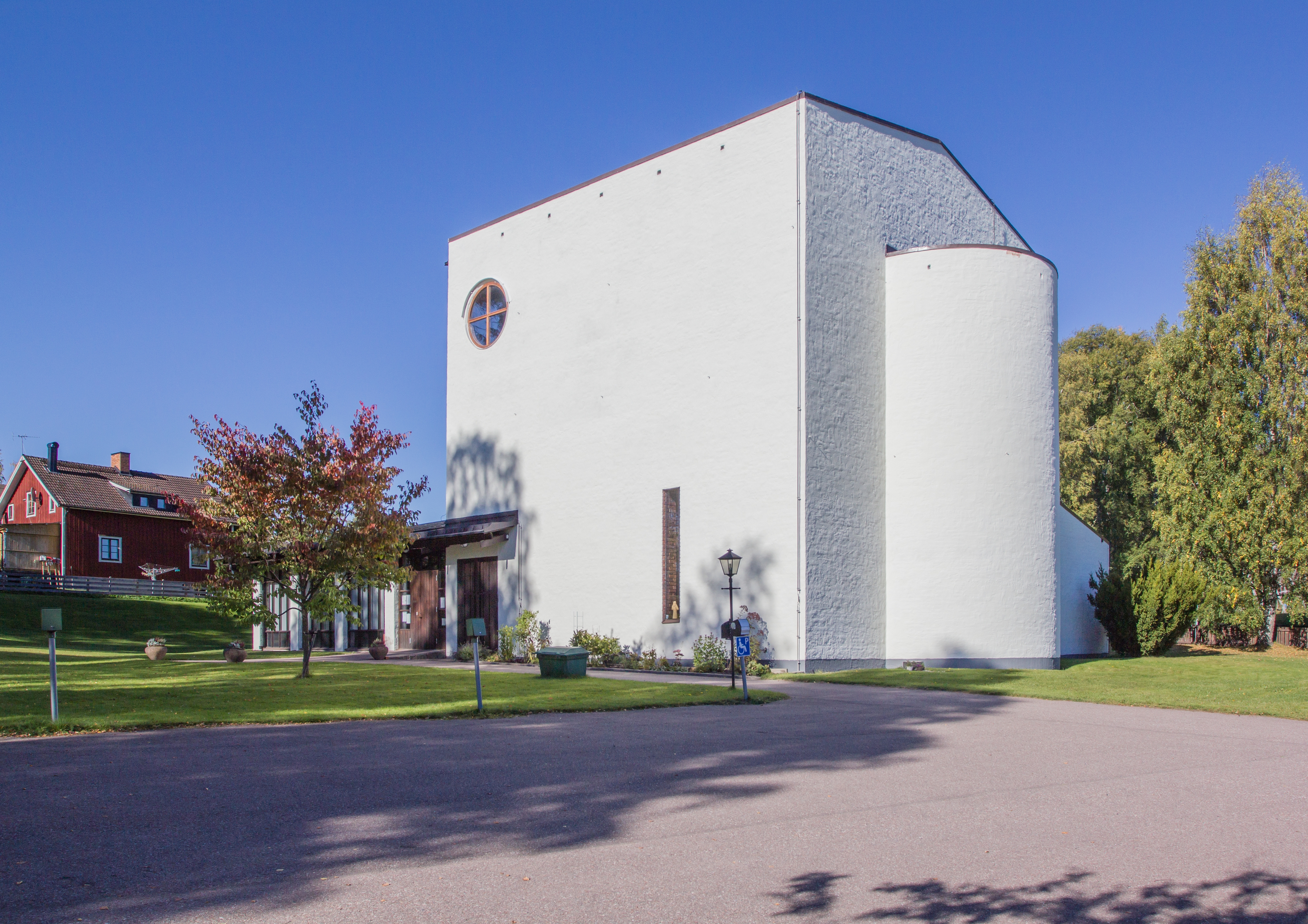
Vikmanshyttans kyrka (1966).

Jaan Allpere, född 28 april 1923 i Tallinn, död 20 januari 2000 i Maria Magdalena församling i Stockholm, var en estnisk-svensk arkitekt. Han var gift med konstnären Lil Allpere i sitt första äktenskap och sen med arkitekten Kristina Allpere.
Allpere, som var son till postmästare Gustaf Allpere och Olga Melnik, studerade vid Tekniska högskolan i Tallinn 1941–1942, Tekniska högskolan i Helsingfors 1942–1943 samt utexaminerades från Kungliga Tekniska högskolan 1949 och från Kungliga Konsthögskolan 1958. Han var ritare på Kunda cementfabrik i Estland 1940, på Konsumtionsandelslagens centralförbund i Helsingfors 1942, ritare och arkitekt på Kooperativa förbundets arkitektkontor i Stockholm 1943, arkitekt på Paul Hedqvists arkitektkontor 1949, vid Byggnadsstyrelsens utredningsbyrå i Stockholm 1954–1955, bruksarkitekt vid Wikmanshytte Bruk från 1954 och bedrev egen arkitektverksamhet i Stockholm och Göteborg från samma år (senare tillsammans med Claes Mellin). 
Från 1957 var han verksam som lärare vid olika arkitektutbildningar. 1957 var han assistent i arkitektur II vid Kungliga Tekniska Högskolan (KTH) i Stockholm och därefter gästprofessor i arkitektur vid Cornell University 1960–1961 och professor i arkitektur vid Middle East Technical University i Ankara 1962. Från mitten av 1960-talet till början av 1980-talet var han, med några års uppehåll, tillförordnad professor i arkitektur och professor i husbyggnad vid KTH. Han var också gästprofessor vid Tulane University och Princeton University 1969–1970 och vid Tekniska Högskolan i Uleåborg 1973.
Bland Allperes utförda arbeten märks generalplan för filosofiska fakulteten vid Göteborgs universitet 1955, generalplan för Chalmers tekniska högskola 1958, studentkårsbyggnad i Göteborg 1961, byggnad för Statens skeppsprovningsanstalt i Göteborg, stadsplaner, byggnader och restaurering i Vikmanshyttan, Ulvshyttan, Turbo, Grängshammar och Norns bruk, kyrkorestaureringar av Hörnefors kyrka, Hedemora kyrka, Värmdö kyrka och Norn, torg i Vikmanshyttan, Norrköping och Markaryd, San Angelo vid San Michele och Anacapri. Han tilldelades Kungliga Akademiens för de fria konsterna kungliga medalj. Allpere är begravd på Skogskyrkogården i Stockholm.